# Marie Kondō
Pour les articles homonymes, voir Kondō.
Marie Kondō (近藤 麻理恵, Kondō Marie), née le 9 octobre 1984 à Tokyo, est une consultante, personnalité médiatique et essayiste japonaise, spécialisée dans le rangement (home organizing) et le développement personnel.

## Carrière
En 2011, Marie Kondō publie Jinsei ga tokimeku katazuke no mahō (traduit en français par La magie du rangement) dans lequel elle présente sa méthode pour conserver l'ordre. Le livre se vend à plus de 1,3 million d'exemplaires au Japon et devient, au premier semestre de l'année 2012, la deuxième meilleure vente de livres au Japon. En 2012, elle publie une suite au premier volume. La station de télévision japonaise NTV produit une série télévisée du même nom à partir des deux titres.
Depuis, son livre est paru dans de nombreux pays et les ventes dépassent les 8 millions d'exemplaires en 2018,.

## La « méthode KonMari »
Consultante japonaise en rangement, Marie Kondō est l’auteure de la méthode KonMari, une approche innovante du rangement qui tend à allier rangement et développement personnel que l'on peut résumer par Home Organizing. La « méthode KonMari » permet à la fois de maintenir chez soi un intérieur ordonné et de favoriser chez les personnes qui l'appliquent une relaxation et un apaisement mental qui provient du fait même de ranger et de trier. De nombreuses personnes ont déjà adopté la méthode comme un art de vivre, y compris des célébrités et personnalités publiques. Elle part du présupposé que le rangement n'est pas un savoir inné et qu'il doit s'apprendre, mais qu'en réalité, on n'apprend pas aux enfants à ranger, ce qui peut créer de la frustration pour les gens qui n'arrivent pas à s'organiser.

### Règles
Voici quelques règles représentatives de la « méthode KonMari » pour ranger son intérieur :
1. Faire du rangement un événement et considérer son intérieur et ses objets comme des êtres à part entière. Les objets sont faits d’« énergies » positives ou négatives selon qu'ils rappellent de bons ou de mauvais souvenirs ;
2. Commencer par disposer par terre au centre d’une même pièce tous les objets en les triant par catégories (vêtements, souvenirs, etc.) ;
3. Se débarrasser du superflu et accepter de jeter pour mettre en valeur ce qui tient réellement à cœur. Si on ne sait pas quoi jeter il faut se demander quels objets procurent vraiment du plaisir (en japonais « tokimeku », a été traduit en anglais par « spark joy » et se traduit en français par « étincelle de joie » ou « palpite ») et ne conserver que ceux-ci ;
4. Définir une place pour chaque objet qui le mette réellement en valeur, et remettre celui-ci dans son lieu de prédilection après chaque utilisation. C’est la condition sine qua non du rangement efficace selon la « méthode KonMari » ;
5. Imprégner ses objets et ses vêtements d’une énergie positive en les aérant, en leur faisant prendre la lumière et en les considérant avec joie ;
6. Ranger ses vêtements, selon la « méthode KonMari » en les pliant et en les disposant verticalement afin de ne pas les entasser les uns sur les autres[réf. nécessaire].

## Ouvrages

### Essais
- La Magie du rangement [« 人生がときめく片づけの魔法 »] (trad. du japonais par Christophe Billon) (broche), Paris, Éditions First, coll. « Document développement personnel »,‎ 26 février 2015 (1re éd. 2011), 272 p., 140 x 225 mm (ISBN 9782754071277).
- (ja) 人生がときめく片づけの魔法2, Tokyo, Sunmark Shuppan,‎ 2012 (ISBN 978-4-7631-3241-3).
- (ja) イラストでときめく片付けの魔法, Tokyo, Sunmark Shuppan,‎ 2016 (ISBN 978-4-7631-3427-1).
- The Joy of Work : Organizing Your Professional Life, Pan Macmillan, 7 avril 2020  (ISBN 978-1-5290-0540-0)

### Manga
- La Magie du rangement, Kurokawa, « Kuropop », 2019
Scénario : Marie Kondō - Dessin : Yuko Uramoto - (ISBN 978-2-368-52646-0)

## Crédits
- (de) Cet article est partiellement ou en totalité issu de l’article de Wikipédia en allemand intitulé « Marie Kondō » (voir la liste des auteurs).